# Ernst-Jünger-Preis für Entomologie
Der Ernst-Jünger-Preis für Entomologie des Landes Baden-Württemberg ist eine wissenschaftliche Auszeichnung, mit der Wissenschaftler ausgezeichnet werden, die mit herausragenden Arbeiten auf dem Gebiet der Entomologie hervorgetreten sind. Der Preis war im Jahr 1985 vom Bundesland Baden-Württemberg aus Anlass des 90. Geburtstages des Schriftstellers Ernst Jünger (geboren am 29. März 1895) mit dessen Einverständnis gestiftet worden. Hintergrund ist zum einen, dass Jünger sich mit seinen insektenkundlichen Interessen und seiner bekannten Käfersammlung auch in der Wissenschaft einen Namen gemacht hatte. Zum anderen hatte der Schriftsteller dadurch, dass diese Betätigungen in seine literarischen Werke Eingang fanden, das Verständnis für die Biologie der Insekten beim literarisch interessierten Publikum gefördert.
Der mit 5.000 Euro (früher 10.000 DM) dotierte Ernst-Jünger-Preis für Entomologie ist unteilbar. Erster Preisträger war 1986 Hans Georg Amsel, seither wird die Auszeichnung in dreijährlichem Turnus verliehen.
Die Herkunft der Preisträger ist dabei nicht auf Baden-Württemberg beschränkt. Die Auswahl der Preisträger nimmt eine mit Fachwissenschaftlern besetzte und in ihrer Entscheidung unabhängige Auswahl-Jury vor. Die feierliche Preisvergabe fand bis 2010 jeweils im Schloss des Freiherrn von Stauffenberg in Langenenslingen-Wilflingen – also in unmittelbarer Nähe des langjährigen Wohnhauses Ernst Jüngers – statt. Seit 2013 liegt die Organisation der Preisverleihung beim Staatlichen Museum für Naturkunde Stuttgart, wo auch die Preisverleihung stattfindet.

## Preisträger
- 1986 – Hans Georg Amsel, Waldbronn
- 1989 – Gustav Adolf Lohse, Hamburg
- 1992 – Walter Linsenmaier, Ebikon/Schweiz
- 1995 – Alfons M. J. Evers, Krefeld
- 1998 – Friedrich Schaller, Universität Wien
- 2001 – Werner Funke, Universität Ulm
- 2004 – Günter Ebert, Staatliches Museum für Naturkunde Karlsruhe
- 2007 – Peter Zwick, MPI für Limnologie, Schlitz[1]
- 2010 – Bert Hölldobler, Arizona State University, Tempe, USA[2]
- 2013 – Konrad Dettner, Universität Bayreuth[3]
- 2016 – Volker Puthz, Schlitz[4]
- 2019 – Rolf Beutel, Friedrich-Schiller-Universität Jena[5]
- 2023 – Ulrike Aspöck, Wien[6]